# Geschlechtsselektive Abtreibung
Dieser Artikel wurde auf der Qualitätssicherungsseite des Portals Soziologie eingetragen. Dies geschieht, um die Qualität der Artikel aus dem Themengebiet Soziologie auf ein akzeptables Niveau zu bringen. Hilf mit, die inhaltlichen Mängel dieses Artikels zu beseitigen, und beteilige dich an der Diskussion. (Artikel eintragen)

Begründung: Fehlende wissenschaftliche Einordnung des Themenkomplexes. Fehlende Belge aus der Sekundärliteratur (Lehrbücher). Teilweise veraltete Belege. Redundanzen zu ähnlichen Lemmata (Femizid, Kindstötung, Neonatizid, Geschlechterverteilung). Teilweise kein lexikaler Stil.
Eine geschlechtsselektive Abtreibung oder geschlechtsspezifische Abtreibung ist ein Schwangerschaftsabbruch aufgrund des Geschlechts des ungeborenen Kindes. Der Hauptgrund für geschlechtsselektive Abtreibung ist die systematische und tief verwurzelte Bevorzugung von männlichem Nachwuchs. Betroffene Regionen sind hauptsächlich Südasien, Ostasien, Zentralasien und Nordafrika.
Seit es möglich ist, das Geschlecht durch Ultraschalluntersuchungen vor der Geburt zu bestimmen, wird in China, in indischen Bundesstaaten (Punjab, Delhi, Gujarat), Südkorea und im Südkaukasus (Aserbaidschan, Armenien, Georgien) ein sehr starker Überhang an registrierten Geburten von Jungen gegenüber Mädchen festgestellt, der nur durch (meist illegale) gezielte Abtreibung weiblicher Föten erklärbar ist. Dies zeigt sich in abgeschwächter Form sogar an asiatischen Einwanderern in den USA und Großbritannien gegenüber den anderen Bevölkerungsgruppen.
Die Generalversammlung der Vereinten Nationen erließ 1997 eine Resolution, die „alle Staaten nachdrücklich auf[forderte], Gesetze zu erlassen und durchzusetzen, die Mädchen vor jeglicher Form der Gewalt schützen, namentlich vor der Tötung weiblicher Neugeborener und der vorgeburtlichen Geschlechtsselektion“. Das Verbot geschlechtsselektiver Abtreibungen gehört zum Völkergewohnheitsrecht.

## Statistik

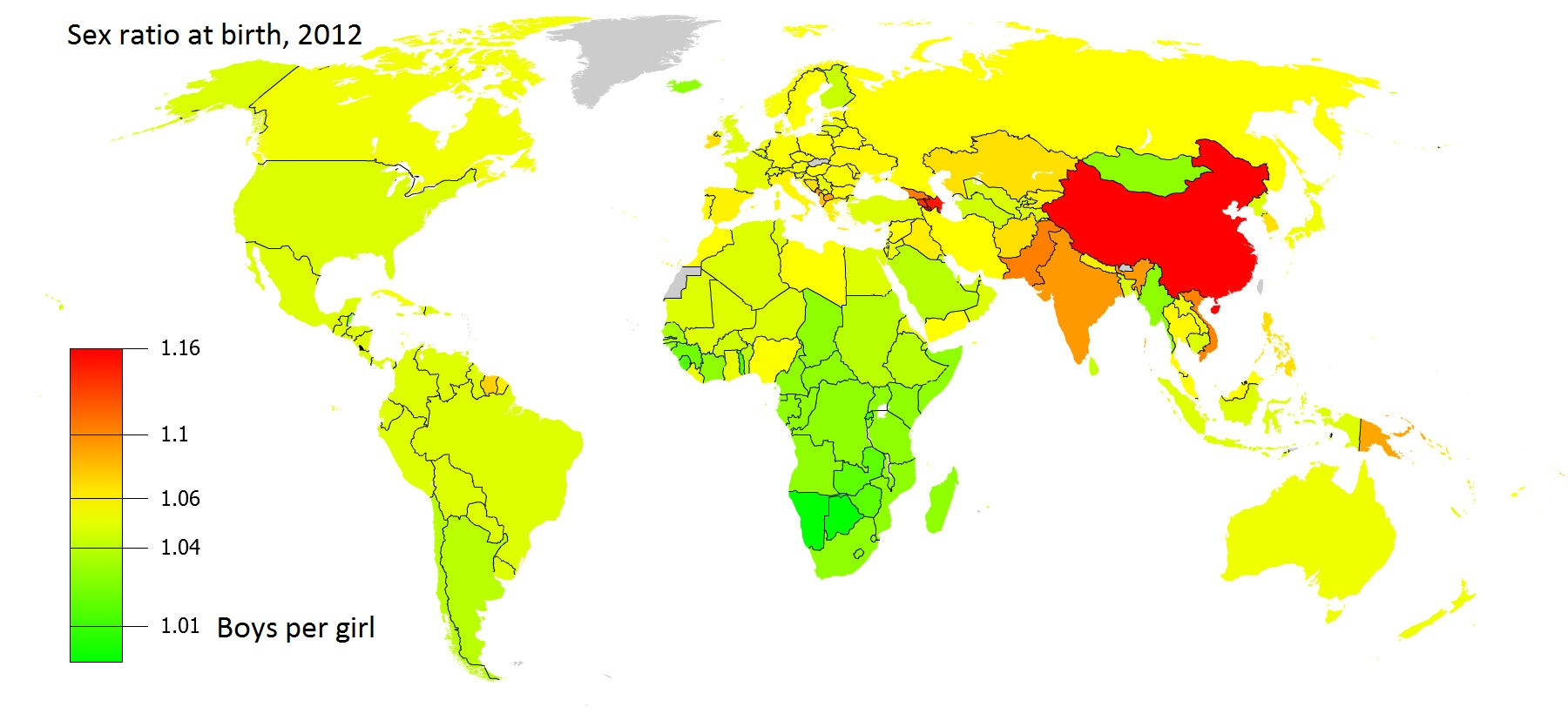
Geschlechterverhältnis bei der Geburt 2012 nach den Daten der Weltbank-Datenbank

Dem World Factbook (2019) zufolge kommen auf 100 Mädchengeburten in China 114 Jungen, in Armenien und Indien 112 und in Hongkong sowie im Vietnam 110. Im Jahr 2010 sollen in China sogar noch 120, in einigen ländlichen Gebieten (Anhui, Jiangxi, Shaanxi, Hunan and Guangdong) sogar 130 Jungen auf 100 Mädchen geboren worden sein. Der Datenbank der Weltbank zufolge kamen im Jahr 2010 auf 100 Mädchengeburten in Aserbaidschan 116,1, in China 115,8 und in Armenien 114,3 Jungen.
Große Aufmerksamkeit erlangte die These von Amartya Sen, der das Problem der missing women („fehlende Frauen“) bereits 1990 thematisierte und von insgesamt 100 Millionen fehlenden Frauen sprach und vor den sozioökonomischen Folgen warnte. Der Bevölkerungsfonds der Vereinten Nationen schätzte 2020, dass 142,6 Millionen Frauen weltweit fehlten.
Es ist davon auszugehen, dass seit etwa 1995 über eine Million Mädchen jährlich wegen ihres Geschlechts abgetrieben werden. Gemäß der Schätzung der UNFPA lag die Zahl der fehlenden Mädchengeburten für den Zeitraum 2015–2020 bei durchschnittlich 1,5 Millionen jährlich, für den Zeitraum 2010–2015 bei 1,69 Millionen jährlich. Dazu kommt eine ähnlich große Zahl an Mädchentoden, die auf das Geschlecht zurückgeführt werden (1,71 Millionen jährlich 2015–2020).
Eine 2019 veröffentlichte statistische Analyse, die die Daten bis 2017 auswertete, geht von weltweit 23 Millionen geschlechtsselektiver Schwangerschaftsabbrüche aus, die seit 1970 durchgeführt wurden, wobei 11,9 Millionen auf China und 10,6 Millionen auf Indien entfallen. Insgesamt wurde für 12 Staaten eine statistisch signifikante Abweichung vom natürlichen Geschlechterverhältnis bei der Geburt ermittelt: Albanien, Armenien, Aserbaidschan, Volksrepublik China, Georgien, Hongkong, Indien, Südkorea, Montenegro, Taiwan, Tunesien und Vietnam. Der Demographieforscher Christophe Guilmoto vom Institut für Entwicklung an der Universität Paris-Decartes schätzt, dass durch selektive Abtreibungen und Kindstötungen allein in Asien 117 Millionen Frauen fehlen. Ein UN-Bericht aus dem Jahr 2010 verzeichnet 85 Millionen verhinderte Frauenleben allein in China und Indien.
Neben der Abtreibungspraxis gibt es in den betreffenden Ländern auch eine lange Kultur der Kindstötung bzw. des Infantizids, wovon ebenfalls überwiegend Mädchen betroffen sind. Die UN schätzte:

„Weltweit fehlen schätzungsweise 113 bis 200 Millionen Frauen, weil weibliche Föten gezielt abgetrieben, Mädchen als Babys getötet oder so schlecht versorgt werden, dass sie nicht überleben. Allein in Indien und China werden nach neuesten Schätzungen jährlich eine Million weibliche Föten abgetrieben.“

### Natürliche Geschlechterverteilung
Die menschliche Geschlechterverteilung bei der Geburt liegt bei etwa 105 Jungen auf 100 Mädchen. Kommen mehr als 108 Jungen auf 100 Mädchen, ist von einer selektiven Abtreibung von Mädchen auszugehen, bei weniger als 102 Jungen von einer Selektion von Jungen. Einige Autoren schließen bereits bei einer Abweichung von 105–107 Jungen auf geschlechtsselektive Abtreibungen. Dagegen werden natürlich bedingte Schwankungen der Geschlechterverteilung angeführt, deren Einfluss bislang nicht hinreichend geklärt ist. Hochrechnungen, die von der Geschlechterverteilung bei der Geburt auf die Zahl abgetriebener Mädchen schließt, sind daher mit einer gewissen Unsicherheit behaftet.

## Vorgeburtliche Geschlechtsbestimmung
Im Fall von In-vitro-Fertilisation ist geschlechtliche Selektion medizinisch möglich (vgl. Artikel Präimplantationsdiagnostik, Abschnitt Selektion des Geschlechts ohne Krankheitsbezug). Bei natürlich empfangenen Kindern besteht die frühestmögliche pränataldiagnostische Feststellung des Geschlechts des Kindes in der Untersuchung der zellfreien fetalen DNA im mütterlichen Blutkreislauf. Dadurch kann ab der siebten Schwangerschaftswoche durch eine Blutuntersuchung der Mutter mit 98%iger Zuverlässigkeit das Geschlecht des Kindes bestimmt werden.
Durch transvaginale oder transabdominale Sonografie („Ultraschalluntersuchung“) wird das Geschlecht des Kindes normalerweise festgestellt. In der zwölften Schwangerschaftswoche sind die sonographischen Ergebnisse hinsichtlich der Geschlechtsbestimmung zu etwa 75 % korrekt. Nach der 13. Schwangerschaftswoche sind die Resultate annähernd immer korrekt.
Auch durch Chorionzottenbiopsie („Plazenta-Punktion“) und Amniozentese („Fruchtwasser-Punktion“) kann das Geschlecht des Ungeborenen bestimmt werden. Diese Methoden können zwar schon früher angewendet werden als die Sonographie, sind aber invasiv und daher risikoreicher. Da sie außerdem teurer sind, spielen sie im Kontext geschlechtsselektiver Abbrüche keine große Rolle.

## Situation in Asien

### Indien

Geschlechterverteilung bei Kindern von 0 bis 1 Jahren in Indien 2011 – nach der Anzahl der Jungen je 100 Mädchen:
101–103 103–107… 125–130 Jungs
indienweiter Durchschnitt: 110 Jungen
indienweiter ø unter 7 Jahren: 109 Jungen
indische Gesamtbevölkerung: 106 männlich

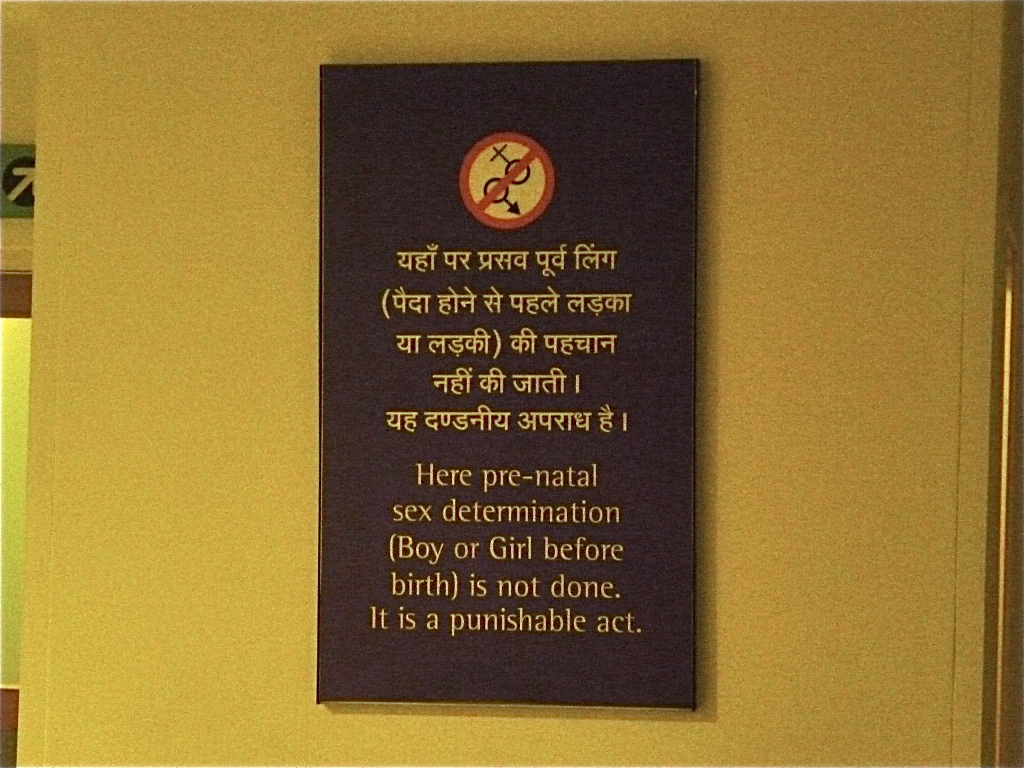
Hinweisschild in einem indischen Krankenhaus, dass die vorgeburtliche Geschlechtsbestimmung nicht erlaubt ist

In Indien werden deutlich mehr weibliche Föten abgetrieben als männliche: Laut der Volkszählung 2011 kamen auf 1000 Jungen nur 914 Mädchen (47,75 % = 109 Jungen zu 100 Mädchen) – im Jahr 2001 waren es noch 927 Mädchen (48,11 %, 108:100; jeweils unter 7 Jahren). In der Gesamtbevölkerung kamen im Jahr 2011 auf 1000 männliche 940 weibliche Inder (48,45 %, 106:100) – im Jahr 2001 waren es 933 weibliche (48,27 %, 107:100).
1994 hatte das indische Parlament mit dem Pre-Conception and Pre-Natal Diagnostic Techniques (PCPNDT) Act die pränatale Geschlechtserkennung verboten und unter Strafe gestellt. Deepak Dahiya, der ehemalige Gesundheitsamtsleiter des Bundesstaates Haryana, in welchem besonders viele Mädchen abgetrieben wurden, wirkte sehr für die Umsetzung des Gesetzes. Er brachte 30 Ärzte, die illegal Ultraschalluntersuchungen durchgeführt hatten, in den Jahren von 2001 bis 2005 vor Gericht. Die Mädchengeburten in Haryana zogen aufgrund des harten Durchgreifens an. Seit der Pensionierung von Dahiya im Jahr 2005 nahm der Femizid jedoch wieder zu, da kein politischer Wille zur Durchsetzung des Gesetzes mehr erkennbar ist.
In Indien hat der Mord an Töchtern auch wirtschaftliche Gründe. Schon früher war eine Tochter wegen der bei ihrer Heirat anstehenden hohen „Aussteuer“ eine Last (siehe Mitgiftmorde); heute fallen außerdem noch Schul- und Erziehungskosten an. Anfang der 1990er Jahre machten Abtreibungskliniken Werbung im öffentlichen Raum mit dem Slogan „Pay Rupees 500 now or 50,000 in eighteen years!“, wobei der vergleichsweise geringe Preis für einen Schwangerschaftsabbruch der damals üblichen und weitaus höheren Mitgift für eine Tochter gegenübergestellt wurde. Die Geschlechtsselektion in Indien kann jedoch nicht ausschließlich auf mangelnde wirtschaftliche Ressourcen zurückgeführt werden. „Vielmehr sei gerade in wohlhabenderen  Schichten ein Anstieg der Kindsmorde zu beobachten, der durch den wachsenden Materialismus ausgelöst worden sei. Fortschritt und Modernisierung konnten dem tiefverwurzelten Wunsch nach männlichen Nachfolgern bislang wenig entgegenwirken.“

### China

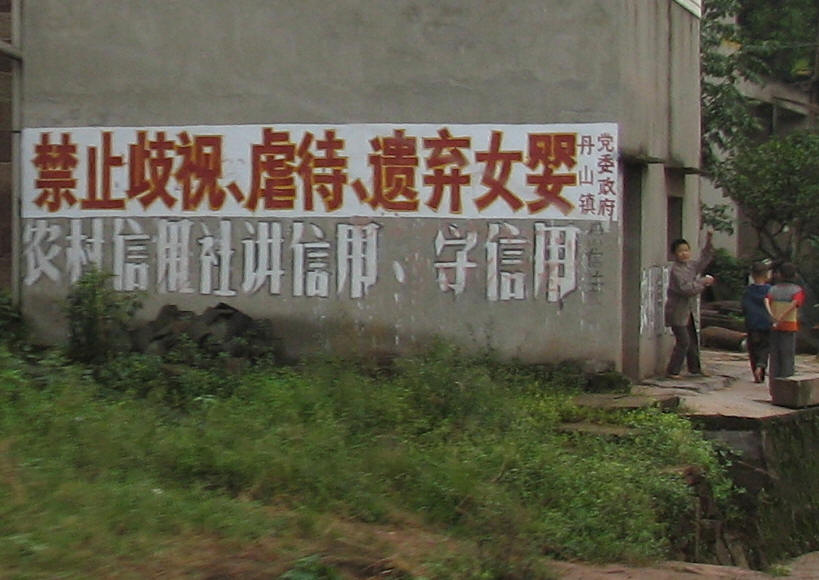
Chinesische Aufschrift, dass es verboten ist, weibliche Babys zu diskriminieren, misshandeln oder auszusetzen (Danshan, Sichuan)

Die 1979/1980 eingeführte „Ein-Kind-Politik“ steigerte den Wunsch vieler Eltern nach männlichen Nachkommen erheblich. Wesentlich scheinen dafür kulturelle Gründe, etwa dass Jungen den Familiennamen weitertragen. Gemäß der patriarchalen Tradition gehören in China Frauen der Familie des Ehemanns; einem alten chinesischen Sprichwort zufolge sind Frauen „wie Wasser, das man wegschüttet“. In China ist die Staatliche Kommission für Gesundheitswesen und Familienplanung verantwortlich für die Abtreibungspolitik und ihre Auswirkungen. Ihre Vorsitzende, Li Bin, versprach 2012, im nächsten Fünfjahresplan für ein größeres Geschlechtergleichgewicht zu sorgen. 2016 wurde die erlaubte Kinderzahl auf zwei, 2021 auf drei erhöht.

### Pakistan
Für Pakistan ist die Datenlage besonders unklar. Schwangerschaftsabbrüche sind aufgrund der islamisch geprägten Gesetzgebung weithin illegal, finden aber häufig unter prekären Bedingungen statt. Die geringere Verbreitung von Ultraschallgeräten verunmöglicht dabei die pränatale Geschlechtsselektion. Allerdings ist die Tötung neugeborener Mädchen in Pakistan, die schon im 19. Jahrhundert belegt ist, häufig. So wurden im Jahr 2010 allein in den Großstädten Pakistans 1210 getötete, nicht selten auf Müllhalden deponierte Babys dokumentiert, „90 % Mädchen.“

### Südkorea
In Südkorea war die geschlechtsselektive Abtreibung von Mädchen von Mitte der 1980er bis Anfang der 1990er Jahre verbreitet. 1991 kamen etwa 119 Jungen- auf 100 Mädchengeburten. In den 1990er Jahren begann eine Kampagne der Regierung, die über die negativen Folgen des diskriminierend verschobenen Geschlechterverhältnisses aufklärte und das Verbot geschlechtsselektiver Abtreibungen effektiver umsetzte. Einhergehend mit der allgemeinen wirtschaftlichen und soziokulturellen Entwicklung (Industrialisierung, Verstädterung, Förderung der Bildung von Frauen, staatliches Rentensystem, sodass Eltern in ihrer Altersvorsorge weniger von verdienenden Söhnen abhängig sind) sank die Zahl der geschlechtsselektiven Abtreibungen seither erheblich.

## Situation in Europa

### Südosteuropa
In einer Resolution des Europarats vom November 2011 heißt es, die „pränatale Geschlechtsselektion hat besorgniserregende Ausmaße angenommen“. Albanien, Aserbaidschan, Armenien und Georgien werden dafür gerügt und zu Maßnahmen aufgerufen, die der Geschlechtsselektion von Mädchen und der mangelnden Gleichberechtigung entgegenwirken. Eine statistische Untersuchung den Staaten der ehemaligen Sowjetunion errechnete im Jahr 2013 für Aserbaidschan, Armenien und Georgien, dass dort 10 % zu wenig Mädchen geboren werden. Unter den erstgeborenen Kindern kamen in Armenien beispielsweise 138 Jungen auf 100 Mädchen; wenn das Erstgeborene ein Mädchen ist, kamen auf 100 zweitgeborene Mädchen sogar 154 Jungen.
Weil Abtreibung dem Gesundheitsbereich zugeordnet wird und nicht der Menschenrechtspolitik, gibt es derzeit in der Europäischen Union keine rechtliche Handhabe, gegen die Abtreibungspraxis bei EU-Kandidaten auf dem Balkan vorzugehen.

### Schweden
Der schwedische Nationale Gesundheits- und Wohlfahrtsrat Socialstyrelsen stellte 2009 ausdrücklich fest, dass geschlechtsselektive Schwangerschaftsabbrüche nicht zurückgewiesen werden dürfen. Jede schwangere Frau hat bis zur 18. Woche das Recht auf eine Abtreibung ohne Angabe von Gründen (SFS 1974:595), wobei die Feststellung des Geschlechts auch vor dieser Frist nicht beschränkt ist.

### Deutschland
In Deutschland darf das Geschlecht gemäß § 15 Abs. 1 GenDG erst nach Ablauf der 12. Schwangerschaftswoche mitgeteilt werden; spätere Abbrüche sind nur nach bestimmten Indikationen straffrei.

## Situation in Afrika
In vielen afrikanischen Ländern werden Söhne bevorzugt und geschlechtsselektive Abtreibungen kommen vor, sofern die erforderliche Technik zur Verfügung steht. In einer Studie von 2019 erscheint Tunesien als einziges afrikanisches Land mit einem statistisch signifikanten Mädchenüberschuss bei der Sexualproportion der Geborenen. In den meisten afrikanischen Ländern ist die Sexualproportion der Geborenen ausgeglichen oder es werden sogar verhältnismäßig mehr Mädchen geboren. Die meisten afrikanischen Länder haben ein restriktives Abtreibungsrecht; zudem sind die Fertilitätsraten (Zahl der Kinder pro Frau) oft hoch.

## Situation in Nordamerika
In den Vereinigten Staaten von Amerika kommt es vor allem in asiatischen Einwandererfamilien zu einer Bevorzugung männlicher Nachkommen und geschlechtsselektiven Schwangerschaftsabbrüchen, welche in einzelnen Bundesstaaten explizit verboten wurden. Verlässliche Daten gibt es aber nicht. Ein Gesetzesentwurf zum bundesweiten Verbot geschlechtsselektiver Abbrüche scheiterte 2012 im Repräsentantenhaus.
In Kanada, wo es bislang keine gesetzliche Einschränkungen für Abtreibungen gibt, das Geschlechterverhältnis der Geborenen insgesamt aber ausgewogen ist, wurde ein Gesetzesentwurf für einen Sex-selective Abortion Act diskutiert, der geschlechtsselektive Abtreibungen unter Strafe stellen sollte; der Entwurf wurde im Juni 2021 abgelehnt. Selektive Abtreibungen von Mädchen werden ebenfalls in asiatischen Einwandererfamilien vermutet.

## Situation in Südamerika
In Lateinamerika sind keine Auffälligkeiten bei dem Geschlechterverhältnis der Geborenen bekannt; eine Studie aus dem Jahr 2013 fand in armen Regionen Brasiliens keine Hinweise auf geschlechtsselektive Abtreibungen, als dort Ultraschalluntersuchungen für Schwangere zugänglich wurden.

## Gesellschaft
Die Kontroverse bezüglich geschlechtsselektiver Abtreibung betrifft insbesondere das Verhältnis von Selbstbestimmung der schwangeren Frauen und Diskriminierung des ungeborenen Kindes beziehungsweise von Emanzipation und patriarchalen Umständen. Laut des Bevölkerungsfonds der Vereinten Nationen sei die Ungleichheit zwischen den Geschlechtern eine maßgebliche Ursache für die Bevorzugung von Söhnen und die geschlechtsspezifische Geschlechtswahl. Die Gleichstellung der Geschlechter und Stärkung der Rolle von Frauen und Mädchen sei daher eine der vordringlichsten Aufgaben und Herausforderungen in der Bekämpfung geschlechterselektiver Abtreibung. Dies sei auch effektiver als die von einigen Ländern praktizierten Verbote und Einschränkungen von Technologien, die eine Geschlechterselektion möglich machen, da diese Verbote in der Regel schwer durchsetzbar seien. Die Steigerung von Selbstwert und Selbstbewusstsein von Frauen und Mädchen sei Voraussetzung dafür, Verhaltensmuster zu ändern. In einigen Ländern habe eine starke Frauenbewegung gepaart mit wirtschaftlicher Entwicklung und rechtlicher Gleichstellung entscheidend dazu beigetragen, ein vormals unausgewogenes Geschlechterverhältnis auf ein natürliches Niveau zurückzuführen.
Auch in Ländern ohne signifikanten Trend bezüglich des Wunschgeschlechts der Kinder wird die Legitimität geschlechtlicher Selektion in der Bioethik diskutiert.
Die nichtstaatliche Non-Profit-Organisation Amnesty International tritt seit 2020 für ein Recht auf legalen Schwangerschaftsabbruch auch aufgrund von geschlechtlicher Selektion ein.

## Folgen
Der Frauenmangel könnte eine zukünftige Ursache für soziale Gewalt und Krieg sein.
Prognosen zufolge könnten fünfzehn bis zwanzig Prozent der chinesischen Männer im heiratsfähigen Alter keine Partnerin finden. Diese Männer haben zu 97 % keinen höheren Schulabschluss. Eine andere Folge dieser Entwicklung ist schon heute der Frauenraub. Auf chinesischen Jobmessen kommt es immer wieder zu Entführungen von jungen Wanderarbeiterinnen, die später an Junggesellen verkauft werden.
Es wird von Frauen aus Vietnam, Myanmar und Nordkorea berichtet, die für Zwangsheiraten nach Festlandchina gehandelt werden.